# Ediciones Vitruvio
Ediciones Vitruvio es una editorial especializada en poesía fundada en 1995 por Pablo Méndez. 
Sus primeras publicaciones salieron a la luz en enero de 1996 y fueron Aconsejo beber hilo de Gloria Fuertes y Finalismo una antología de poetas que no pasaban los veinticinco años.
En la actualidad mantiene ocho colecciones donde ha publicado clásicos del siglo XIX y XX, como Miguel de Unamuno, Antonio Machado, Juan Ramón Jiménez, León Felipe, Ramón Gómez de la Serna, Pedro Salinas, Federico García Lorca, Dámaso Alonso, Emilio Prados, Luis Cernuda, Gerardo Diego, Miguel Hernández, Carmen Conde, Luis Rosales, Gabriel Celaya, Ángel González, José Manuel Caballero Bonald, José Ángel Valente, Claudio Rodríguez, Jaime Gil de Biedma, Francisco Brines, Gloria Fuertes, Antonio Gala, Pere Gimferrer, Juan Luis Panero, Luis Alberto de Cuenca… Rubén Darío, Pablo Neruda, Juana de Ibarbourou, Octavio Paz, Leopoldo María Panero, Blas de Otero, César Vallejo, Walt Whitman, Charles Baudelaire, Émile Verhaeren, Georg Trakl, Rainer Maria Rilke, Anne Sexton, Gustavo Adolfo Bécquer, Santa Teresa de Jesús… y un número elevado de autores contemporáneos que publican sus primeros libros.
El primer viernes de julio celebra desde 2004 el Festival Vitruvio de poesía en Madrid y desde 2022 el Festival Vitruvio de poesía en Barcelona, coordinado por Pedro Alcarria.

## Colecciones
- Baños del Carmen: Alterna la publicación de clásicos con autores contemporáneos de prestigio y autores que publican sus primeros libros. Actualmente va por el número 1025, sobrepasando en 2024 la cifra de los mil números.
- Covarrubias: Poesía contemporánea. Actualmente va por el número 143.
- Plaza Mayor: Poesía contemporánea en formato clásico. Actualmente va por el número 12.
- Formato Grande: Poesía contemporánea en formato mayor y libros fuera de colección. Actualmente va por el número 245.
- Poesía Tatoo: Novedad del año 2017: Poesía de máxima actualidad. Actualmente va por el número 76.
- NovelaTatoo: Novedad del año 2018: Narrativa de máxima actualidad. Actualmente va por el número 16.
- Narrativa Vitruvio: Libros de ensayo sobre poesía o literatura. Novela contemporánea. Actualmente va por el número 217.
- De Jaque: Novedad del año 2015. Novela contemporánea, actualmente va por el número 65.

## Premios Nobel
- Juan Ramón Jiménez, 1956. Del que se publicó la antología Flor que vuelve y Platero y yo.
- Pablo Neruda, 1971. Del que se publicó Veinte poemas de amor y una canción desesperada.
- Octavio Paz, 1989. Del que se publicó Vuelta.

## Premios Cervantes
- Dámaso Alonso en 1978. Del que se publicó la antología A un río le llamaban Dámaso y la totalidad de su obra poética en Preparativos de viaje.
- Gerardo Diego en 1979. Del que se publicó Poesía amorosa. Una selección de la poesía amorosa preparada por el mismo Gerardo Diego.
- Luis Rosales en 1982. Del que se publicó La casa encendida y Rimas.
- José Manuel Caballero Bonald en 2012. Del que se publicó la antología Casa junto al mar.
- Octavio Paz en 1981. Del que se publicó, Vuelta.
- Francisco Brines en 2020. Del que se publicó Las brasas.

## Premios Príncipe de Asturias
- Ángel González en 1984. Del que se publicó Áspero mundo.
- José Ángel Valente en 1988. Del que se publicó la antología El ruiseñor y tú.
- Claudio Rodríguez en 1993. Del que se publicó su poesía completa Canto del caminar.

## Premios Nacional de la Letras
- Gabriel Celaya, 1986. Del que se publicó Versos de otoño.
- Pere Gimferrer, 1998. Del que se publicó, 24 poemas.
- Leopoldo de Luis, 2003. Del que se publicó Cuaderno de San Bernardo.

## Otros premios
- Vive o muere, de Anne Sexton. Premio Pulitzer, 1966.
- Otra vez Bartleby, de María Rosal. Premio de la Crítica de Andalucía, 1998.
- Atreverse al mar, de Ana Ares. Premio de la Asociación de Editores de Poesía, 2008.
- Ana Frank no puede ver la luna, de Pablo Méndez. Premio de la Crítica de Madrid, 2010.
- Escritos de la zona oscura, de José Elgarresta. Premio de la Asociación de Editores de Poesía, 2011.
- Otoño en el jardín de Pancho Villa, de Manuel Lacarta. Premio de la Crítica de Madrid, 2012.
- Ácido almíbar, de Rafael Soler. Premio de la Crítica de Valencia, 2013.
- Tanto y tanto silencio, de María Teresa Espasa. Premio de la Crítica de Valencia, 2014.
- Rocío para Drácula, de Fernando López Guisado. Premio de la Asociación de Editores de poesía, 2014.
- Juventud todavía, de Antonio Daganzo. Premio de la Crítica de Madrid, 2015.
- Carrión, de Antonio Daganzo. Premio Miguel Delibes, 2017.
- Memoria de silencios, de Víctor Urrutia. Premio de la Asociación de editores de poesía, 2018.
- Stop, de Blanca Sarasua. Premio de la Asociación de editores de poesía, 2019.
- Matamala, de Alberto Infante. Premio de la Crítica de Madrid, 2021.
- De tu cuerpo a mi cuerpo, de Jesús Ayet. Premio de la Asociación de editores de poesía, 2022.

## Premios publicados por Ediciones Vitruvio
- Luys Santamarina. Organizado por la Asociación Cultural Pueblo y Arte de Cieza.
- Jorge Manrique. Organizado por Vinos Uclés.
- Valentín García Yebra. Organizado por la Fundación Siglo Futuro y el Ayto. de Guadalajara.
- Premios Ciudad de Alcalá, organizados por el Ayuntamiento de Alcalá de Henares.
- Premio Cáceres, patrimonio de la humanidad.
- Premio de poesía Covibar-Ciudad de Rivas.
- Premio Vitruvio de poesía.
- Premio de novela Ramón Hernández.